# Belemnia aplaga
Belemnia aplaga är en fjärilsart som beskrevs av George Francis Hampson 1901. Belemnia aplaga ingår i släktet Belemnia och familjen björnspinnare. Inga underarter finns listade i Catalogue of Life.